# Xevioso
Xevioso là một chi nhện trong họ Phyxelididae.

## Các loài
- Xevioso amica Griswold, 1990
- Xevioso aululata Griswold, 1990
- Xevioso colobata Griswold, 1990
- Xevioso jocquei Griswold, 1990
- Xevioso kulufa Griswold, 1990
- Xevioso lichmadina Griswold, 1990
- Xevioso orthomeles Griswold, 1990
- Xevioso tuberculata (Lawrence, 1939)
- Xevioso zuluana (Lawrence, 1939)